# Tephrialia vau-sema
Tephrialia vau-sema är en fjärilsart som beskrevs av George Francis Hampson 1926. Tephrialia vau-sema ingår i släktet Tephrialia och familjen nattflyn. Inga underarter finns listade i Catalogue of Life.